# Susan E. Morse
Susan E. Morse (* 1952 in New Jersey) ist eine US-amerikanische Filmeditorin. Sie ist vor allem durch ihre langjährige Zusammenarbeit mit Woody Allen bekannt geworden. Von Manhattan (1979) bis Celebrity – Schön. Reich. Berühmt. (1998) war sie bei über 20 Spielfilmen von Allen für die Montage verantwortlich.

## Leben
Susan E. Morse studierte Geschichte an der Yale University und besuchte in New York ein Jahr lang die School of Film and Television. Während dieser Zeit arbeitete sie für Barry Sonnenfeld als Camera Operator und assistierte dem Editor Ralph Rosenblum, der damals Woody Allens Filme schnitt. Sie entschied sich gegen eine Fortsetzung ihres Studiums und begann, am Film Der Stadtneurotiker mitzuarbeiten. Mit ihrer langjährigen Freundin Thelma Schoonmaker, Martin Scorseses Stamm-Editorin, arbeitete sie auch an dessen Film Wie ein wilder Stier mit, bei dem sie Schnittassistentin war.

## Auszeichnungen
Für Hannah und ihre Schwestern wurde Morse für den Oscar und den BAFTA Award nominiert. Für den BAFTA Award war sie zusätzlich für Radio Days, Zelig und für Manhattan nominiert.

## Filmografie (Auswahl)

### Schnitt
- 1978: Acting Out – Regie: Carl Gurevich & Ralph Rosenblum
- 1979: Manhattan – Regie: Woody Allen
- 1979: The Orphan – Regie: John Ballard
- 1980: Stardust Memories – Regie: Woody Allen
- 1981: Arthur – Kein Kind von Traurigkeit (Arthur) – Regie: Steve Gordon
- 1982: Eine Sommernachts-Sexkomödie (A Midsummer Night's Sex Comedy) – Regie: Woody Allen
- 1983: Zelig – Regie: Woody Allen
- 1984: Broadway Danny Rose – Regie: Woody Allen
- 1985: The Purple Rose of Cairo – Regie: Woody Allen
- 1986: Miracles – Ein ganz unglaubliches Abenteuer (Miracles) – Regie: Jim Kouf
- 1986: Hannah und ihre Schwestern (Hannah and Her Sisters) – Regie: Woody Allen
- 1987: Radio Days – Regie: Woody Allen
- 1987: September – Regie: Woody Allen
- 1988: Eine andere Frau (Another Woman) – Regie: Woody Allen
- 1989: New Yorker Geschichten (New York Stories) – Segment: Oedipus Wrecks, Regie: Woody Allen
- 1989: Verbrechen und andere Kleinigkeiten (Crimes and Misdemeanors) – Regie: Woody Allen
- 1990: Alice (Alice) – Regie: Woody Allen
- 1992: Schatten und Nebel (Shadows and Fog) – Regie: Woody Allen
- 1992: Ehemänner und Ehefrauen (Husbands and Wives) – Regie: Woody Allen
- 1993: Manhattan Murder Mystery – Regie: Woody Allen
- 1994: Bullets Over Broadway – Regie: Woody Allen
- 1994: Don’t Drink the Water (TV-Spielfilm) – Regie: Woody Allen
- 1995: Geliebte Aphrodite (Mighty Aphrodite) – Regie: Woody Allen
- 1996: Alle sagen: I love you (Everyone says I love You) – Regie: Woody Allen
- 1997: Harry außer sich (Deconstructing Harry) – Regie: Woody Allen
- 1998: Celebrity – Schön. Reich. Berühmt. (Celebrity) – Regie: Woody Allen
- 2001: 3 A.M. – Regie: Lee Davis
- 2002: Ein Chef zum Verlieben (Two Weeks Notice) – Regie: Marc Lawrence
- 2004: Noel – Regie: Chazz Palminteri
- 2007: Mitten ins Herz – Ein Song für Dich (Music and Lyrics) – Regie: Marc Lawrence
- 2008: Das Mädchen mit dem Diamantohrring (The Loss of a Teardrop Diamond) – Regie: Jodie Markell
- 2009: Haben Sie das von den Morgans gehört? (Did You Hear About the Morgans?) – Regie: Marc Lawrence
- 2010: Last Night – Regie: Massy Tadjedin
- 2012: Louie (TV-Serie, 8 Episoden) – Regie: Louis C.K.
- 2016: Billions (TV-Serie, 3 Episoden) – Regie: Karyn Kusama, Stephen Gyllenhaal, James Foley
- 2017: Novitiate – Regie: Maggie Betts

### Schnittassistenz
- 1977: Der Stadtneurotiker (Annie Hall) – Regie: Woody Allen
- 1978: Innenleben (Interiors) – Regie: Woody Allen
- 1979: Die Warriors (The Warriors) – Regie: Walter Hill
- 1980: Wie ein wilder Stier (Raging Bull) – Regie: Martin Scorsese

## Dokumentarfilm über Susan E. Morse
- Filmschnitt für Woody Allen. Die Cutterin Susan E. Morse – Film von Gerhard Midding, WDR 1996.